# قنصلية

مقر القنصلية السويدية في مدينة ماريهامن

القنصلية هي بعثة دبلوماسية تبعث بها دولة ما إلى دولة أخرى لتمثيلها والدفاع عن مصالحها ولتسهيل أعمال وشؤون مواطنيها المقيمين في الدولة المضيفة، وكذلك العمل على تنمية العلاقات التجارية والاقتصادية والثقافية والعلمية بين الدولة الموفدة والموفد إليها وإصدار جوازات ووثائق سفر والتأشيرات والمستندات اللازمة لرعايا الدولة الموفدة الراغبين في السفر للدولة الموفد إليها وتقديم العون والمساعدة لرعاياها أفراداً كانوا أو هيئات.

## المقر القنصلي
يمكن تعريف المقر القنصلي بأنه المكان الذي تتخذه القنصلية مقراً لها للعمل على تنمية العلاقات الجدالية والاقتصادية والثقافية والعلمية بين الدولة الموفدة والموفد إليها وإصدار جوازات ووثائق سفر والتأشيرات والمستندات اللازمة لرعايا الدولة الموفدة الراغبين في السفر للدولة الموفد إليها وتقديم العون لرعاياها أفراداً كانوا أو هيئات.

## اقرأ أيضاً
- سفارة